# Sutu
Koordinaten: 58° 17′ N, 22° 44′ O
Sutu ist ein Dorf (estnisch küla) auf der größten estnischen Insel Saaremaa. Es gehört zur Landgemeinde Saaremaa (bis 2017: Landgemeinde Pihtla) im Kreis Saare.

## Einwohnerschaft und Lage
Das Dorf hat 58 Einwohner (Stand 31. Dezember 2011). Es liegt an der gleichnamigen Ostsee-Bucht (Sutu laht).
Beliebt ist der Ort vor allem bei Badetouristen.
Südöstlich des Dorfkerns liegt ein kleiner Hafen.